# Laurent Chabin

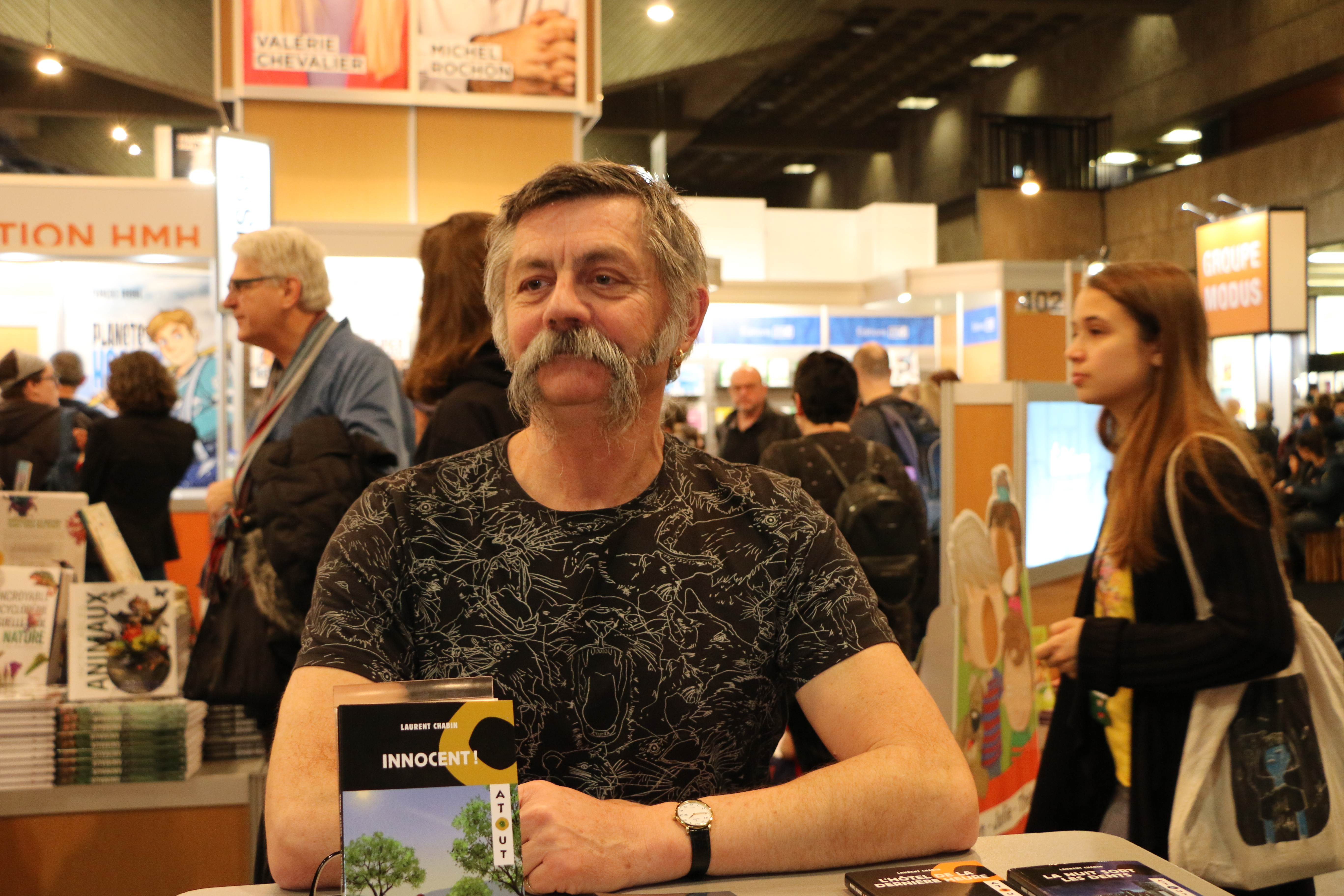

Laurent Chabin est un écrivain, conteur et traducteur québécois d'origine française.

## Biographie
Né dans le centre de la France, Laurent Chabin étudie le cinéma, l’arabe littéraire et le commerce international. Après avoir travaillé quelques années dans une société de métallurgie en France, il s'installe à Madrid où il prend en charge la filiale d’un groupe industriel pendant cinq ans. En 1994, il quitte l’Espagne pour aller vivre à Calgary, au Canada. Abandonnant alors toute activité autre que l’écriture, il publie son premier ouvrage en 1996, au Québec. En 2006, celui-ci écrit son roman jeunesse Du sang sur le lac dans le cadre d'un atelier international d'écriture avec des jeunes de 12 ans à travers la francophonie. Il vit actuellement à Montréal. 

### Romans de Laurent Chabin
- Continent Noir, Les intouchables, Montréal, 1998
- Caveau de famille, Éditions Point de fuite, Montréal, 2000
- Misère de chien, Éditions Point de fuite, Montréal, 2000
- L'âge d'or, Éditions Point de fuite, Montréal, 2001
- L'âge de plomb, Éditions Point de fuite, Montréal, 2003
- Écran total, Éditions Triptyque, Montréal, 2006
- Corps perdu, Éditions Triptyque, Montréal, 2008
- Les territoires du Nord-Ouest, Éditions Coups de tête, Montréal, 2007
- Speranza, Éditions Coups de tête, Montréal, 2008
- Luna Park, Éditions Coups de tête, Montréal, 2009
- L'affaire Trystero, Éditions Hurtubise, Montréal, 2009.
- Park Extension, Éditions Coups de tête, Montréal, 2010
- Le prisonnier, Éditions Coups de tête, Montréal, 2011
- Les voix meurtrières, Éditions Hurtubise, 2012.
- Le corps des femmes est un champ de bataille, Éditions Coups de tête, Montréal, 2012
- Apportez-moi la tête de Lara Crevier, Libre expression, Montréal, 2014
- Quand j'avais cinq ans je l'ai tué, Libre expression, Montréal, 2015
- Embrasse ton amour sans lâcher ton couteau, Libre Expression, Montréal, 2016
- Quand je serai mort (Bande dessinée, texte : Laurent Chabin, dessin : Réal Godbout), La Pastèque, Montréal, 2019
- Le prince charmant est une ordure, Hugo Publishing, Paris, 2023

### Romans jeunesse
- L'assassin impossible (Éditions Hurtubise, 1997)
- Sang d’encre (Éditions Hurtubise, 1998)
- Piège à conviction (Éditions Hurtubise, 1998)
- Le placard
- L’Araignée souriante (Éditions Hurtubise, 1998)
- Zone d'ombre (Éditions Hurtubise, 1999)
- Série grise (Éditions Hurtubise, 2000)
- Partie double (Éditions Hurtubise, 2000)
- La valise du mort (Éditions Hurtubise, 2001)
- Vengeances (Éditions Hurtubise, 2001)
- L’idole masquée (Éditions Hurtubise, 2001)
- La conspiration du siècle (Éditions Hurtubise, 2002)
- L’écrit qui tue (Éditions Hurtubise, 2002)
- La planète des chats (Éditions Hurtubise, 2002)
- Secrets de famille (Éditions Hurtubise, 2003)
- Silence, on tue! (Éditions Hurtubise, 2005)
- Du sang sur le lac (Éditions Hurtubise, 2006)
- Nuits d’angoisse (Éditions Hurtubise, 2007)
- Vermillon (2007-2009, Éditions Michel Quintin)
- La Louve de mer, tome 1 : À feu et à sang (Éditions Hurtubise, 2008)
- La Louve de mer, tome 2 : La république des forbans (Éditions Hurtubise, 2009)
- La Louve de mer, tome 3 : Les enfants de la Louve, (Éditions Hurtubise, 2010)
- L'insoumise (2012-2013, Éditions Michel Quintin)
- Les trois lames (Éditions Hurtubise, 2011)
- L’énigme du canal (Éditions Hurtubise, 2012)
- 15 ans ferme (Éditions Hurtubise, 2013)
- La nuit sort les dents (Éditions Hurtubise, 2013)
- La momie du Belvédère (Éditions Hurtubise, 2014)
- Le canal de la peur (Éditions Hurtubise, 2015)
- La maison du silence (Éditions Hurtubise, 2016)
- L'hôtel de la dernière heure (Éditions Hurtubise, 2017)
- Chassé-Croisé (Éditions Hurtubise, 2017)
- Innocent! (Édition Hurtubise, 2019)
- Le lac assassiné (Éditions de l'isatis, Montréal, 2020)
- L'homme qui n'existait pas (Éditions Hurtubise, Montréal, 2023)
- Les chiens de rue (Éditions Héritage, Saint-Lambert, 2023)

## Honneurs
- 2016 : Prix Saint-Pacôme du roman policier jeunesse pour Le canal de la peur
- 2017 : Prix Saint-Pacôme du roman policier jeunesse pour La maison du silence